# ありがとう (テレビドラマ)
『ありがとう』は、1970年から1975年までTBS系で放送されたテレビドラマ。制作はテレパック。

## 概要
ホームドラマ全盛期の1970年代を代表するテレビドラマで、同年代に放送された『時間ですよ』や『肝っ玉かあさん』と共に“ドラマのTBS”の象徴的作品のひとつである。脚本の平岩弓枝とプロデューサーの石井ふく子の組み合わせは、『肝っ玉かあさん』を手掛けたゴールデンコンビで、『肝っ玉かあさん』と並んでホームドラマの金字塔を打ち立てた。シリーズ最高視聴率は、民放ドラマ史上最高の56.3%を記録した。
第1シリーズから第3シリーズまでは、水前寺清子と山岡久乃の母と娘の日常生活、石坂浩二との恋、その家族や近所の人々を描いた。石井はこのドラマを構想以来、水前寺がTBSに歌の仕事に来るたびに局内の女子トイレで待ち構えて口説き、歌手しかやらないという水前寺をついに出演させた。第3シリーズをもって、水前寺が歌手活動に専念したいとの意向で降板したため、第4シリーズは大幅に配役が変更され、京塚昌子と佐良直美が母娘を演じた。しかし、視聴率が大幅に下がったことや、TBS系列の準キー局が朝日放送から毎日放送へとネットチェンジしたことなどもあって、結局第4シリーズで終了した。
1975年には姉妹編ともいえる『明日がござる』が制作され、水前寺（相手役は荻島眞一）と山岡は、嫁と姑の配役であった。

## シリーズ

### 第1シリーズ（婦人警官編）
下町の保育園に母親の勝と居宿している光は、殉職した警察官の父を尊敬していた。周囲の心配をよそに、婦人警官を志し、親友の香子、次代と共に警察学校の試験に合格する。やがて、配属先の上野署の刑事であり幼馴染の進矢と光は廻りの人達に支えられつつ2人の愛を育んでいく。
- 放送期間：1970年4月2日 - 10月22日（全30話）

#### 配役
四方光（よも ひかる）
演：水前寺清子　主人公。新米婦人警官。高校を卒業後、裁縫と料理の専門学校に通っていたが、母親に内緒で専門学校をやめて警察学校に入学する。警察学校卒業後に上野署へ配属された。
段進矢（だん しんや）
演：石坂浩二　幼い頃に九夫婦に引き取られて育った。現在は上野署の刑事。
四方勝（よも かつ）
演：山岡久乃　九(いちじく)保育園で母子住み込みで働いている。鬼のお勝と呼ばれている。夫は刑事だったが過労が元で殉職しており、光には幸せな結婚をして専業主婦になって欲しいと願っていた事から、光が婦人警官となることをなかなか許せずにいた。静香とは子供の頃からの親友。
九玉造（いちじく たまぞう）
演：伊志井寛　九保育園の園長。面倒見が良く、四方親子の他、地元の人達からも慕われている。
九静香（いちじく しずか）
演：乙羽信子　玉造の後妻。勝の親友。夫と死別した勝と光親子の身を案じて、九保育園に住み込みで暮らす事を提案した。光を実の娘のように可愛がっており、光が警察官になった事を知った際には「警察官は危険な仕事」だとして彼女が警察で働く事を反対していたが、光の仕事への思いを知ってからは光を応援するようになる。
堀江比奈子（ほりえ ひなこ）⇒杉本比奈子
演：長山藍子　豆せん(煎餅屋)の長女。香子を溺愛しており、親バカならぬ姉バカである。
杉本公一（すぎもと こういち）
演：児玉清　豆問屋の若旦那。比奈子と結婚してから煎餅屋に住む。
堀江香子（ほりえ きょうこ）
演：和泉雅子　清子を尊敬する新米婦警で比奈子の妹。清子の下ですり係の講習を受ける。
洞外次代（どうがい つぎよ）
演：沢田雅美　光の同期。新米婦警。上野署勤務。光が警察官になる事を勝や九保育園の園長夫妻らが猛反対を受けた際には光を擁護し、光が警察官になる事を応援した。
鶴田清子
演：奈良岡朋子　署内でも人望の篤い女刑事。鶴長(つるちょう)さんと呼ばれている。義理の弟がぐれて問題を起こし、中川に右胸を撃たれて殉職する。
松平雪乃（まつだいら ゆきの）
演：佐良直美　進矢に好意を持つようになる。本庁捜査一課の女刑事。
青年
演：大野木義広、西田敏行　補導中の光と次代に声をかけてきた２人組。
酔っ払い
演：奥村公延
洞外大介（どうがい だいすけ）
演：中村俊一　次代の父親。質店を経営している。
洞外きく（どうがい きく）
演：初井言榮　次代の母親。
洞外三千介（どうがい みちすけ）
演：宇佐美豊　次代の弟。
田中史代（たなか ふみよ）
演：長内美那子　九保育園の保育士。夫は船乗りである。
正司良二（しょうじ りょうじ）
演：岡本信人　九保育園の保育士見習い。元々は家出人である。保育士資格を取得するため通信教育を受講している。
石川千代（いしかわ ちよ ）
演：深谷みさお　九保育園の保母。
鶴田衛（つるた まもる）
演：有川博　清子の実の弟。
鶴田文夫（つるた ふみお）
演：山崎猛　清子と衛の異母弟。定職につかず、姉や兄の持ち物を勝手に質入れしたり母親の預金を引き出そうとするなど素行が悪い。飲み屋で知り合った石田と中川に外国人相手のガイドのような仕事と言われて雇われるが、知らぬうちに麻薬の運び屋として使われてしまう。
鶴田幾平
演：加藤嘉　鶴田兄弟の父。清子と衛は前妻との子。
鶴田和江
演：日高ゆりえ　後妻のため実子は文夫のみである。
吉川美沙子（よしかわ みさこ）
演：桜むつ子　進矢の実の母。玉造の妹。
畑小六
演：浮田左武郎　比奈子の叔父。夫婦で青森から上京し、比奈子に見合い話をもってきた。
畑よしの
演：本間文子　比奈子の叔母。
史代の兄
演：大塚国夫
つね子
演：大鹿次代　煎餅屋の近所の主婦。豆腐屋。以前は玉造のことがすきだった。
杉本きぬ子
演：織賀邦江　公一の母。公一の父である夫は一切出演しない。
松本刑事部長
演：織本順吉
山根
演：下川辰平　上野署少年係主任。
スリ係刑事
演：高木均
上野署刑事課主任
演：中台祥浩
上野署捜査課刑事
演：野村明司
松平定利
演：神田隆　雪乃の父。
松田喬
演：福田豊土
松田幸子
演：原ひさ子　喬の母。
警察学校生徒
演：服部妙子、倉野章子、玉井碧
酒屋
演：円谷文彦
家出少年
演：福崎和広
家出少年の母
演：石井富子
行商のおばあさん
演：小峰千代子
大坪千三
演：柳谷寛　浅草の仕立て屋の社長。長谷川民子と沢本純子を雇い入れる。
植木屋昭吉
演：石田茂樹　植木屋。清子に離れを貸している。
植木屋女房
演：入江杏子　昭吉の妻。
バーのマダム
演：斉藤美和
石田
演：田村保　麻薬の密売人。バラバラ殺人事件の犯人。
中川
演：荒川保男　麻薬の密売人。文夫と二人で九保育園に立て籠った際、投降を呼び掛けていた清子を撃ってしまう。
あけみ
演：青柳美枝子　ホステス。石田の女。
【その他の出演者】
- 今井和子（正夫の母）、四方正美（保護される少女:沢本純子）、藤夏子（少年係婦警:今井時子）、松木聖（女子高生）、阪上和子（着付師）、原田力（速度超過で捕まった運転手）、斉藤英雄（整形外科医）

#### スタッフほか
- 作：平岩弓枝 / 演出：川俣公明 / 音楽：平井哲三郎 / プロデューサー：石井ふく子
- 主題歌「ありがとうの歌」（歌：水前寺清子 / 作詞：大矢弘子 / 作曲：叶弦大 / 編曲：小杉仁三 / 発売：クラウンレコード）
- 水前寺は、石井ふく子プロデューサーにTBSのトイレで番組の出演交渉を受けた。
- このドラマにより、婦人警官のイメージがアップしたということで表彰された。

### 第2シリーズ（看護婦編）
都内杉並区阿佐ヶ谷にある十（つなし）病院と健気な母子家庭である古山家の周辺に起こる日常を描いた連続ドラマ。新と虎之介との恋愛、十家の長男が離婚寸前から再び幸せな家庭を築くまでの葛藤、その他不思議な縁で結ばれ分かれていく様々な人間模様を描く。第5回テレビ大賞を受賞している。
- 放送期間：1972年1月27日 - 1973年1月18日（全52話）

#### 配役

##### 春秋荘の住人（十病院で働く人々）
古山家
古山新（こやま あらた）⇒十新（つなし あらた）
演：水前寺清子　主人公。十病院の看護婦。母親の友いわく「カーッとすると頑固」「すぐむきになる質」であるため虎之介との口喧嘩が絶えない。母親の友とも口論が多いが、「お母ちゃん!」と甘えた仕草も見せ、友のことを尊敬している。紆余曲折を経て、十虎之介と結ばれる。
古山友（こやま ゆう）
演：山岡久乃　新の母。戦後すぐに夫を亡くし、以来看護婦（准看護婦）として女手一つで新を育てた。現在は十病院を中心として付き添い婦を務める。責任感が強く人に迷惑をかけるのを何よりも嫌い、新へ「馬鹿!」という言葉を頻繁に使い厳しく叱る。新からも「鬼のお友」とよく言い返されるが、親思いの一面に感涙することもある。十病院婦長の貴子とは同年代ということもあり仲がよい。終盤章子の実家である京都へ移り住む。一日の終わりには、日めくりカレンダーの前で手を合わせて感謝することを日課としている。
千葉家
千葉志津枝（ちば しづえ）
演：長山藍子　北海道の病院で看護婦をしていたが、弟と共に上京・十病院へ移る。虎之介とは弟の学生時代から顔見知り。ぼんやりした性格が原因でたびたびトラブルを起こす。春秋荘に来た直後は十兄弟の名前の区別がつかず、鉄之介と虎之介を間違えて覚えていた。旧知の者からは「しーちゃん」と呼ばれている。
千葉広道（ちば ひろみち）
演：山本学　内科医。虎之介とは学生時代の友人。志津枝と共に北海道の病院から十病院に移った。両親を亡くしてから看護婦をし医学部を卒業させてくれた姉にとても感謝しており姉思いで志津枝とは共に買い物に出かけたりしている。
その他の住人
佐久間貴子（さくま たかこ）
演：乙羽信子　十病院の看護婦長。協調的で温厚な人柄で誰からも信頼されており、看護婦としての腕も病院一。婚約者が戦死し独身を通す。友とは同年代ということもあり、とても仲がよい。飲酒が好きで、友とよくレコードを聞きながら一杯飲んでいる。新を幼い頃から知っており上司としてだけではなく母親のように見守る。虎之介の新に対する思いに早くから気付いている。
斉藤小雪（さいとう こゆき）⇒十小雪（つなし こゆき）
演：小鹿ミキ　岡山出身で他の看護婦同様、虎之介に憧れていたが鉄之介にプロポーズされ結婚。メガネがないと物がよく見えない。いつも大阪弁でコミックリリーフ的な存在。
水戸浄子（みと きよこ）
演：上村香子　宇都宮出身。虎之介に惚れていたが、最終的には新との結婚を祝福。複雑な家庭に育った苦労人でどこか影があったが、後にふっきれ、何事にも理解ある女性へと成長する。弟がいる。独特の笑い声が特徴的。少食で、同じ部屋の十七子の食欲の旺盛ぶりに驚いていた。
高野順子 (たかの じゅんこ)
演：沖わか子　小雪と同室の看護婦。鉄之助がアパートに越してきてからは十七子と水戸の部屋へ移る。

##### 十家の人々
十儀介（つなし ぎすけ）
演：伊志井寛⇒清水将夫　十病院の院長、妻に先立たれ独身。温厚な人格者で押しに弱い。十七子の亡くなった父とは親友であった。誕生日は8月17日。ライター収集が趣味。第1話から15話まで伊志井が演じたが急病で降板し1972年4月29日、肝臓癌のため没。遺作となった。第17話からは学会のため九州へ出張という形が取られ、第22話から清水にバトンタッチし最終話まで務めた。
十龍之介（つなし たつのすけ）
演：児玉清　十家の長男で外科医。希とは幼なじみ。沈着冷静な性格であるが、章子との仲が戻ってからは朗らかな一面を見せるようになる。
十章子（つなし しょうこ）
演：河内桃子　龍之介の妻。京都の旅館の一人娘。兄がいたが戦死している。龍之介とは熱烈なる恋愛結婚で結ばれたが、後に女手一つで育ててくれた母が心臓病で体調を崩し、看病その他采配のため実家へ戻らざるを得なくなる。お互いの感情の行き違いから離婚寸前まで陥ったが周囲の取りなしもあり龍之介と復縁。以後、東京と京都を往復する日々を送る。
十太（つなし まさる）
演：水野哲　龍之介と章子との一人息子。鉄之介に懐き、母不在の期間は、親の様に慕っていた。第11話で小学校へ入学する。祖父の儀介から大変可愛がられており、毎朝の体操を共にしている。虎之介の結婚後はたびたび後を追い回し、新婚夫婦をゲンナリさせる。
十虎之介（つなし とらのすけ）
演：石坂浩二　十家の次男、小児科医。看護婦に絶大な人気があるが本人は新に気を寄せている。言いたいことをはっきりと言う性格で、たとえ自分を犠牲にしてでも口にする大きな人材。兄夫婦の関係を当初は遠慮から静観していたが、見かねて兄に意見するようになる。鼠が苦手。後に新と結婚する。
十鉄之介（つなし てつのすけ）
演：岡本信人　十家の三男。大学に通いながら家事手伝いをしていたが結婚を機に栄養士を志す。雷が苦手で、小雪との新婚旅行初夜に雷を怖がってちゃぶ台の下に隠れてしまい、小雪をあきれさせ、離婚騒動にまでなった。結婚後しばらくは十家で生活していたが、春秋荘へ引っ越しをする。
きみ
演：大鹿次代　十家の住み込み家政婦。夫を亡くした後長年十家に勤め、三兄弟を幼い頃から面倒を見ている。ただ時には厳しい面もあり、愛情を持って接している。章子不在中は家事の一切を取り仕切り、太を風呂に入れるなど身の回りの世話もする。水戸に娘がおり時々帰省している。

##### 十病院の医師
島省三（しま しょうぞう）
演：佐野浅夫　産婦人科医。仕事に感けすぎて妻が実家へ帰ったことがある。中学生と小学生の息子がいる。
国枝美映子（くにえだ みえこ）
演：奈良岡朋子　外科医で独身。病院内で一目置かれる存在。龍之介と章子の関係の修復にも一役買った。
宮川十七子（みやがわ となこ）
演：佐良直美　福岡から新人外科医師として上京。母親が17歳の時に出生したので十七子と名付けられた。食欲旺盛で千葉医師に気を惹かれている。お調子者で常に何か食べないと気が済まない。おしゃべりでトラブルの原因になることもある。実家は病院で母親は女医、ひとりっ子のため跡継ぎとして期待をされている。注射や外科の手術を苦手としていたが、千葉の励ましもあり徐々に医師としての自信をつけていく。

##### 相沢家（「ラーメンと焼売の店 こころ」）
相沢希（あいざわ のぞみ）⇒日下希（ひのした のぞみ）
演：大空眞弓　相沢家の長女。昭和15年3月10日生まれ。両親を早くに亡くしてから女手一つでこころを経営しながら万希男を薬剤師に桃を看護師に育て上げた苦労人。龍之介とは幼馴染で昔から好いており、一時は一線を超える決意をしかけた時期もあったが、それを察した国枝からの忠告もあり思いとどまった。桃の交通事故を助けたことがきっかけで知り合った日下と結婚する。非常にさっぱりした気性で当初は誰にも物怖じしない気の強さが見られたが、だんだんと温和な性格に変化していった。料理が下手。健康が自慢だったが、終盤大病を患う。
相沢万希男（あいざわ まきお）
演：井上順　相沢家の長男で十病院の薬剤師。非常に涙もろく同情屋。会話の盗み聞きが得意で希によく叱られる。放送開始時のクレジットは旧名の「井上順之(いのうえじゅんじ)」だったが、第48話前後から、現在の名前にクレジットが変更された。これは痔を患ったことから「『じ』は良くない」と芸名を本名へ戻した為である。
相沢桃（あいざわ もも）
演：沢田雅美　相沢家の次女で末子。なかなか姉離れしない。十病院の看護婦を務め、新と仲がいい。出前に出た際、トラックに轢かれそうになるが日下に助けられる。
日下新一（ひのした しんいち）
演：宗方勝巳　自動車事故がきっかけで相沢家と関わるようになった。後に希と結婚する。
山本一夫（やまもと かずお）
演：山崎猛　「こころ」の従業員。落ち着いて見えるが桃と同い年。「こころ」の厨房の壁に調理師免許証がかけられている。
和子（かずこ）
演：金長晴子　「こころ」の従業員。

##### その他（ゲスト出演など）
大山京
演：杉村春子　儀介の幼なじみ。わがままな入院患者として1・2話に出演。昔、儀介の一押しがあれば結婚したと告白した。長男の嫁とうまくいかず喧嘩のたびに胸が苦しくなり入院していた。しかし検査の結果は全く異常がなく、本人は勝手に余命が短いと思い込んで見立て違いだと騒ぐためすでに3軒の病院をたらい回しにされていた。息子には老人ホームに入るよう言われるが新の励ましで元気に退院していった。
宮川八十子（みやがわ やすこ）
演：宝生あやこ　十七子の母。普段は福岡で病院を営む傍ら自らも内科・小児科医として働いている。十七歳で十七子を産み、内臓外科医の夫と死別してからは女手一つで十七子を育てた。
村上吉之
演：土屋嘉男　美映子の元恋人。娘の死亡事故がきっかけで来院し再会してしまう。
日下徳子
演：雪代敬子　日下の姉。
水戸秀治
演：吉田次昭　浄子の異父弟。
水島みち
演：三崎千恵子　ご近所の果物屋の女将さん。高齢妊娠の為、いつも産婦人科へ診療に来ている。果物も甘いものも辛いものも嫌い。
斉藤利市
演：岩田直二　小雪の父。小雪と鉄之介との結婚話の為、郷里の岡山から上京する。小雪と同じような眼鏡をかけている。
島信子
演：萬代峰子　省之の妻、仕事優先の夫のことを浮気していると勘違いし、よく実家へ戻っている。
島健一
演：安永憲自　島の長男。
小林知子
演：松井美知子　虎之介の見合い相手。父親は章子の母のかかりつけ医で、関西の小児科の権威である。虎之介の新への思いに気づき身を引き、アメリカへ留学する。
小林糸江
演：月丘千秋　知子の母。
保田
演：初井言栄　十病院の入院患者。気難しく我儘、財布が無くなったと付き添っていた友に疑いを掛ける。財布は自らが布団の下に隠し忘れたことが判明するが、その後の気まずさを考え、友は付き添いを交代することになる。
安本とし子
演：深谷みさお　十病院の看護婦。
青柳ひろ子
演：藤夏子　十病院の薬剤師で万希男の同僚。既婚で子供がいる。
郵便屋
演：柳谷寛
老女
演：原ひさ子　映画館の老婦人。
水島みちの夫
演：外野村晋　近所で果物屋を営んでいる。

#### スタッフほか
- 作：平岩弓枝 / 演出：川俣公明 / 音楽：平井哲三郎 / プロデューサー：石井ふく子
- 主題歌：「ありがとうの歌」（歌：水前寺清子 / 作詞：大矢弘子 / 作曲：叶弦大 / 編曲：小杉仁三 / 発売：クラウンレコード）
- 挿入歌：「雪が降る」「ちるぬるおわか」（ありがとう／佐良直美の心、 Victor1972年5月25日発売）

### 第3シリーズ（魚屋編）
魚平は母娘2人で切り回す4代続いた老舗の魚屋。東京の下町、深川から親類の中央（なかお）家を頼りに東北沢の四軒市場へ越してくる。商店街に日々交叉する様々な人間模様を、当時の社会世相を背景に繊細に描いている。前2作に比較すると飲料（カルピス）・ハム（JA高崎ハム）・家電（東芝）・家庭衛生用品（大正製薬）などのプロダクトプレイスメントという当時としては先進的な手法も取り入れられていた。
- 放送期間：1973年4月26日 - 1974年4月25日（全53話）
- 協力：東京魚商業協同組合、築地東京青果物商業協同組合

#### 出演

##### 魚平
志村愛（しむら あい）
演：水前寺清子　主人公。東京・深川出身。魚屋・魚平の一人娘、五代目にあたる。3才の頃、父を亡くしてからは、母・歌、父の母に育てられた。父の母が亡くなったのを機に、深川から本家の中央家がある東北沢・四軒市場に移り、魚平の店を再開させる。家族にとって大切な魚平の五代目を継いでいることから、江戸っ子らしくしっかりしようと懸命に努めているが、母・歌を頼って甘えてもいる。涙もろく子供好きで料理が得意な女らしい面もある。ニックネームは「ラブちゃん」。
志村歌（しむら うた）
演：山岡久乃　愛の母。東京・深川出身。娘・愛が3才の頃に夫を亡くし、魚屋・魚平を支え切り盛りしながら、夫の母と共に愛を育てた。愛が成人後は、魚平をふたりで営んでいる。素直て正直、誰に対してもおおらかに優しく接し、四軒市場に移り住んでからは下町育ちらしい器量の良さで周囲の人々の良い話し相手となる。娘・愛を大変可愛がっており、よく親子げんかもしているが、親ひとり子ひとりで支え合って生きている。
松永孝夫（まつなが たかお）
演：久米明　会社員。娘・育が幼い頃に妻に先立たれ、男手ひとつで育を育て上げた。仕事の関係で名古屋に単身赴任している。ある日交通事故に偶然遭遇し、四軒市場の熊取商店・熊取七之輔を思いがけず助け、それが縁となり魚平の歌と知り合い急速に親しくなる。さわやかで誠実で穏やかな性格。たまに深酒をして寝込んでしまう癖がある（第13話から登場）。
松永育（まつなが いく）
演：大空真弓　松永孝夫の娘。中学校の体育の教諭。父・孝夫と魚平の歌が知り合ってから、ふたりの仲を応援、結婚させようと懸命に働きかける。魚平の愛とは会えば喧嘩する仲であったが、急に打ち解け合い本当の姉妹のようになり、孝夫と歌が再婚後は愛と同居し四軒市場にも馴染んでいく。勝ち気で何でもはっきりと発言するが、思いやりがあり面倒見が良い。度々男性陣を懲らしめるために、得意な柔道の技をかけてしまう（第15話から登場）。

##### 青果店・八百一
寺川元気（てらかわ もとき）
演：石坂浩二　寺川家の長男。出版社のデザイン部に勤めている。挿絵や装丁を手掛けており、誠実な仕事ぶりで多くの作品に関わっている。青果店・八百一の長男としても、朝早く市場へ仕入れに行くなど出来る範囲で手伝っている。やや内気なタイプで優しい性格でもあり、家族と周りの人々を思いやっている。いつも一生懸命な魚平の愛を可愛いと思うようになり、何かと気にしているが素直に気持ちを伝えらず、反発し合うことが多い。
寺川百子（てらかわ ももこ）
演：葦原邦子　青果店・八百一の女将であり、寺川家の母である。何年か前に亡くなった夫と共に店を支えてきた。気さくできっぱりと言い切ることが多く、内にこもりがちな長男・元気と頼りない次男・明子をいつも叱っている。熊取商店の女将・乙美とはよく喧嘩になってしまいがち。息子ふたりからは「おふくろちゃん」と呼ばれ慕われている。
寺川明子（てらかわ あきじ）
演：井上順　八百一の従業員であり、寺川家の次男である。肉の中央の長女・玉子と交際から忽ち結婚まで進んで、周囲にその仲の良さを見せつける夫婦となる。どんなことも楽観的に見ており、マイペースに構えている。とにかく涙もろく頼りない面がある。女性にも弱いが、心優しい気が利く青年。

##### 肉の中央
中央玉之輔（なかお たまのすけ）
演：佐野浅夫　肉の中央の店主であり、中央家の主人、父親である。亡くなった魚平四代目・愛の父は幼馴染の大親友であり親戚でもある。本家の自分を頼り四軒市場に移ってきた魚平・志村家の良き理解者となる。年頃の娘ふたりを心配し、慌ててしまったり何かと嘆いたりもする。四軒市場のまとめ役、相談役でもある。頼もしく男らしい性格。
中央方子（なかお まさこ）
演：奈良岡朋子　中央家の妻であり、母親でもある。肉の中央を夫・玉之輔と営みながら、娘ふたりを育て上げた。何かとぼやいたりする玉之輔を諌めたり、気ままに行動しがちな娘ふたりを注意したりしている。肉の中央と一家を支えるしっかりものである。
中央玉子（なかお たまこ）
演：波乃久里子　肉の中央の従業員であり、中央家の長女でもある。八百一の次男・明子とは幼馴染みでずっと相思相愛、四軒市場の若者の中ではいち早く結婚する。とにかく明子に甘えたがり、ずっと明子の名前を呼び続けている。話好きでお天気屋さんでもあるが、一家のことになると現実的になる家族思いである。
中央素子（なかお もとこ）
演：沢田雅美　中央家の次女。青果市場の事務職員であったが、姉・玉子が結婚後に退職、八百一の従業員となる。熊取酒店・唯一とは幼馴染み、いつもふたりでクラス会の相談をしているが、お互いを思いながら告白できない。せっかちが原因で家族を心配させるが、気立てが優しく気が利く性格。
柴田保（しばた たもつ）
演：森本健介　肉の中央の従業員。店舗の1階で寝泊まりしていたが、2階に住むようになった玉子、明子の新婚夫婦に仲の良さを見せつけられ、中央家の家の方に移住することになる。周りのことによく気が付き、店の裏方の仕事を真面目に行っている。

##### 熊取酒店
熊取乙美（くまとり おとみ）
演：園佳也子　熊取酒店の女将であり、熊取家の妻・母親である。関西出身。夫・七之輔が長年名古屋にいる間は、息子・唯一と従業員・山口中と3人で店を切り盛りしている。七之輔が家に戻ると仲の良さを取り戻そうと努めるようになる。何かと大声で話し大騒ぎしがちで、問題を起こす四軒市場のトラブルメーカーである。その反面、関西人らしい思いやりと気遣いもある。息子・唯一を大事にしている。
熊取七之輔（くまとり しちのすけ）
演：松下達夫　熊取家の夫であり父親でもある。浮気が元で妻・乙美から家を追い出され長らく別居、名古屋に住んでいた。内縁の妻が亡くなり、ひとりになってから交通事故に遭う。それをきっかけに熊取家・熊取酒店へと戻ることになる。戻ってからは妻・乙美を支え、熊取商店の経理係を引き受けている。乙美と反対に、温和で人当たりの良い性格。
熊取唯一（くまとり ただいち）
演：岡本信人　熊取商店の従業員であり、熊取家のひとり息子である。長年別居していた父・七之輔が熊取家に帰れるように助言し、母・乙美との仲を取り持つことになる。肉の中央の次女・素子を思い心の支えにしているが、気を遣うあまり気持ちを伝えられない。欠点であった酒癖の悪さが祟り事件になってしまうが、誠実さと粘り強さで信頼を取り戻す。
山口中（やまぐち あたる）
演：時本和也　熊取商店の住み込みの従業員。地方出身。背が高く見栄えすることから、若旦那と間違われることもある。幼いころ母を亡くしており、女将である乙美を母親のように慕っている、数少ない乙美の理解者。周りの人々から「ナカちゃん」と呼ばれている。

##### 居酒屋・三三九
木下三三九（きのした さんさく）
演：児玉清　長野県出身。木下家の長男。居酒屋・三三九の経営者。東京に出てきて、たったひとりで屋台からはじめ懸命に商売を続けたおかげで、自身の名を看板にした居酒屋・三三九を四軒市場近くで立ち上げることができた。年の離れた弟・行司と妹・桔梗と一緒に、昼と夜に営業する店を切り盛りしている。少しでも無駄がないよう金銭も食材もきっちりと管理する倹約家。男らしくはっきりともの申す性分。
木下行司（きのした ぎょうじ）
演：新克利　長野県出身。木下家の次男。居酒屋・三三九の従業員。どんな話でも「そうそう」と相槌を打つ癖がある。兄・三三九と妹・桔梗に挟まれて、何かと不満を示しがちである。三三九と反対に、気が弱く心が優しいが、優柔不断であり女性に弱く言いなりになりがちなのが欠点。
木下桔梗（きのした ききょう）
演：佐良直美　長野県出身。木下家の末っ子。居酒屋・三三九の従業員。長男・三三九を「おあんちゃん」、次男・行司を「ちぃにいさん」と呼んで慕っている。話好きで愛想が良く、さっぱりとしているが女らしさもある。頑固になりがちな三三九、不満を言いやすい行司を気遣いながら店を支えている。

##### 新堀荒物店
新堀名津（しんぼり なつ）
演：長山藍子　立夫の先妻の子。気立ては優しいが少し抜けている。妹の未絵と店を切り盛りしている。動物は嫌いではないが、犬猫が大の苦手。
新堀未絵（しんぼり みえ）
演：音無美紀子　次女。姉を心底慕う。気が強くやさしいが男性と縁が無いのが悩み。
新堀立夫（しんぼり たつお）
演：下條正巳　会社員。九州に単身赴任。名津と未絵の父親。
新堀和泉（しんぼり いずみ）
演：野村昭子　デパートのベテラン従業員。継子である名津に色々と気を遣っている。

##### 山口電器店
山口くら子（やまぐち くらこ）
演：大鹿次代　見合い縁談話をまとめるのが大好きな世話焼きなおかみさん。町内の噂はたいがい知っているが事実誤認も多い。乙美に次ぐ、隠れたトラブルメーカー。一人娘の三都を溺愛している。
山口三都（やまぐち みと）
演：小鹿ミキ　元気と同じ会社に勤めている娘。酔うと誰にでも色目を使う。後に会社を退職し、「三三九」で働く。それが縁で三三九の弟行司と婚約する。
山口こうじろう
電気屋のおやじさん。物語終盤に名前のみの登場。

##### 君野化粧品店
君野右子（きみの ゆうこ）
演：草笛光子　駅の向こうで化粧品の店を営んでいる経営者。ドイツに住んでいる夫と別居（のち離婚）しており、ひとり息子の善吉を可愛がり育てている。身寄りが近所にいないことから、何かと居酒屋・三三九の3人を頼るようになる。
君野善吉（きみの ぜんきち）
演：坂上忍　君野家のひとり息子。母・右子が仕事で化粧品店に立っているため、一人で過ごす事が多い。甘えざかりであり、魚平の愛、居酒屋・三三九の3人を慕っている。
安田十志子
演：岡村あつ子　君野化粧品店の従業員。

##### その他の人々
清水健二（しみず けんじ）
演：前田吟　深川の魚屋「魚勝」の次男で愛の幼馴染。歌が結婚後は魚平を手伝う。愛に惚れている。
清水秋子（しみず あきこ）
演：近松麗江　健二の母。気風が良く、白黒ハッキリとした深川ッ子。歌とも幼馴染で家族ぐるみで親しい。
梅田きよ（うめだ きよ）
演：長内美那子　三三九の元恋人。自殺未遂を起こし、後に三三九のもとへ訪れた。
皆川啓介（みながわ けいすけ）
演：名川貞郎　新堀名津の実母の兄。名津を養子にほしいと願い出る。
滝本新太郎（たきもと しんたろう）
演：長谷川哲夫　母を桔梗が道案内したことがきっかけで交際し、桔梗と婚約する。
滝本加乃（たきもと かの）
演：吉川満子　新太郎の母。第26話のみの登場。

#### スタッフほか
- 作：平岩弓枝 / 演出：川俣公明 / 音楽：平井哲三郎  / プロデューサー：石井ふく子
- 主題歌：「ありがとうの歌」（歌：水前寺清子 / 作詞：大矢弘子 / 作曲：叶弦大 / 編曲：小杉仁三）
- エンディングテーマ：「どこかでありがとう」（歌：水前寺清子 / 作詞：星野哲郎 / 作曲：安藤実親 / 編曲：原田良一）
- 挿入歌：「友達よ」（イスラエル民謡 / 作詞：中山知子）；「魚のロック」（歌：水前寺清子 / 作詞：星野哲郎 / 作曲：安藤実親 / 編曲：原田良一）

### 第4シリーズ（カレー屋編）
歴史と伝統に育まれた街、神田。この神田に生まれた女将・春木治香が営むカレーショップ・春、治香の幼馴染みである三友文と金吾の店・仲よしパン。そこに集まる人々それぞれが、次々に起きていく問題、生まれていく希望、立ちはだかる現実に向かい、更に強い絆を作っていく姿を描く連続ドラマ。
ドラマ・ありがとうはこの第4シリーズで惜しまれつつ幕を閉じることとなった。各シリーズとも愛情深い人々が手を取り合う様子が数多く描かれており、当時の世の中の流れや人づきあいなども、うかがい知ることができる。非常に良質で貴重な作品群であると言えるだろう。
- 放送期間：1974年5月2日 - 1975年4月24日（全52話）[5]

#### 出演

##### カレーショップ 春（春木家）
春木治香（はるき はるか）
演：京塚昌子　学生や若者に人気の店カレーショップ・春を、生まれ故郷の東京・神田で営んでいる。大正15年12月24日生まれ・寅年。3年前の銀婚式に当たる年に夫を亡くしている。家族と店を愛しており、大好きな若者や学生を中心としたお客様に、安くておいしいカレーを食べてもらうことを何よりも大切にしている。裏通りを挟んで背中合わせに建つ、仲よしパンを営む文や金吾とは幼馴染みである。文とはことあるごとに喧嘩をしているが、仲直りするのも早い。せっかちに行動し失敗することも多々あるが、おおらかで面倒見が良い人情家。朝寝坊しがちなのが欠点。
春木吉（はるき よし）
演：佐良直美　治香の娘。昭和25年生まれ。干支は母と同じ寅年。3年前、急に父が他界したために芸大・音楽科を中退して、カレーショップ・春の手伝いをするようになった。さっぱりとしているが思いやりがあり、家族を大切にしている。男っぽい性格だと、皆から言われている。今も音楽に対する興味は変わらず、神田囃子を交響曲風にアレンジした「神田囃子シンフォニー」を作曲し、和楽器を用いたオーケストラのスタイルでカーネギーホールでの演奏を成功させる、という大きな夢を持っている。特技は祭り太鼓を用いたお囃子の演奏。「別に」が口癖。
依光秋生（よりみつ あきお）
演：金田龍之介　治香の弟。カレーショップ・春のチーフ。昔は上野の大きなフレンチレストランに勤めていた。息子の七生が小さな頃、妻を亡くしている。それからは七生と共に春木家に世話になっており、3年前治香の夫が亡くなってからは、カレーショップ・春のチーフとなり店を支えている。浪人している七生の将来を心から心配しており、父親として声をかけている。酒にめっぽう弱く、酔いつぶれる癖がある。穏やかで優しい人柄。
依光七生（よりみつ ななお）
演：井上順　秋生の息子。東京工業大学を目指して浪人生活7年目の受験生。受験勉強をしながら、カレーショップ・春を手伝っている。小さな頃母を亡くしているため、吉と共に春香に育てられた。長い浪人生活を経て自分を他人と比較したり、恋愛に憧れてみたり、色々と戸惑いがちであるが、現実を見ようと努めてもいる。涙もろくて頼りない面もあるが、心優しい青年。苦手科目は国語と社会。六巳に気がある。
久保田草介（くぼた そうすけ）
演：尾藤イサオ　カレーショップ・春の従業員。職安で春を紹介されて、住み込みの従業員となった。これまで何度も転職しており、なぜかその度に働き先が潰れてしまう経験をしている。そのため最初は春で世話になって良いか迷っていたが、治香の優しさに触れ働くことを決意する。真面目で周りに気を配り、ピンチを助ける役割をするようになる。

##### 仲よしパン（三友家）
三友文（みとも ふみ）
演：山岡久乃　三友家の妻であり母である。夫の金吾と共に、おいしいパンの店・仲よしパンを東京・神田で営んでいる。小さな頃から幼馴染みである金吾、依光秋生と3人で仲が良かったが、成長して金吾と結ばれた。思ったことを正直に口にしがちで、つい意地を張り頑固になってしまうが憎めない性格。当初は次男・金次郎の結婚に強く反対し、家出をしてしまう。趣味はクラシックのレコード鑑賞。
三友金吾（みとも きんご）
演：佐野浅夫　三友家の主人。根っからの神田っ子。仲よしパンでは女性ばかりの従業員の中で、男性ひとりで懸命においしいパンを焼き続けている。何でも正直に口にしてしまい感情に任せてしまう文に対し、呆れ気味で叱ったり注意したりしている。クラシック好きの文とは反対に、太平記を好み吟じている。お祭り好きで知られる。「しょうがねえな」が口癖。
三友金太郎（みとも きんたろう）
演：大和田伸也　三友家の長男。大学を卒業後、西丸小学校の1年生の担任となって、教諭として働くようになる。家族に対しては、何も言わないことが多い。カレーショップ・春の吉とは幼馴染みであり、いつか結婚するなら吉をと決めていたが心変わりする。思い込みが強く頑固になりがちである。
三友金次郎（みとも きんじろう）
演：岡本信人　三友家の次男。優秀な大学の法学部に通う大学生。将来は弁護士を目指している。勉強に関しては小さい頃から優秀で、噂の秀才として広く知られており、家庭教師のアルバイトで百万円以上の貯金を蓄えている。若さゆえ無理でも意志を通そうとする面がある。
小島六巳（こじま むつみ）
演：沢田雅美　文の兄の娘、文の姪にあたる。東京生まれ、熊本県出身。下宿・山下に世話になりながら、仲よしパンの従業員として働き、布地の会社から依頼される洋服のデザインの仕事と兼業している。仲よしパンの鮮やかな制服は六巳のデザインである。気忙しいところがあるが、世話好きで優しい性格。七生の良き理解者。
菊屋姿子（きくや しなこ）
演：研ナオコ　仲よしパンの従業員。静岡県出身。店では求人はしていないのに、どうしてもと働いたのがはじまりで見習いに採用される。六巳の紹介で下宿・山下に世話になることが決まり、六巳と同居することにもなった。大胆な性格で突拍子もないことをしてしまうため、何かと周囲と摩擦を起こしがちであるが、格二の弟･健介に対する気遣いを見せる等、不器用な優しさもある。

##### 合田兄弟
合田格二（あいだ かくじ）
演：石坂浩二 　西丸小学校の教諭。6年生の担任。長野県出身。生徒や顔なじみの人々からは合格先生と親しまれている。女性から見てハンサムだということでモテている。下宿・山下に世話になっている。周りに合わせる人柄で優しいため、何かと相談ごとを持ちかけられ頼りにされている。大のカレー好きで、カレーショップ・春に週2、3回通うほど味を気に入っている。自分に好意を持つ女性から触られると、蕁麻疹が出るのが欠点。
合田健介（あいだ けんすけ）
演：荻島真一　格二の弟。幼少期から身体が弱く、病院と家でしか過ごした経験がない。心臓の疾患で、東京の病院に入院するために兄・格二に連れられて上京する。病状があまり良くないため塞ぎ込みがちであるが、吉や格二のおかげで明るさを取り戻していく。少々ひねくれた性格。（第37話から登場）

##### 松尾家（下宿山下）
松尾一心（まつお かずし）
演：藤岡琢也　西丸小学校の教頭。大阪府出身。小学校の仕事や縁談の世話などで忙しくしている。いつも何かにつけ「まぁまぁ」と言うこと、眼鏡をかけていること、ふっくらとした風貌であることから、西丸小学校の生徒たちに「まぁまぁパンダ」と呼ばれるようになった。若い頃から下宿・山下に世話になっており、そこの娘であった志乃が成長してから結婚した。大阪出身らしく、せっかちではっきりとものを言う性格。
松尾志乃（まつお しの）
演：長山藍子　一心の妻。朝食つきの下宿・山下を営んでいた親族から受け継ぎ、今では下宿を切り盛りしている。山下で世話していた一心が小学校時代の担任の教諭で、成人後一心と結ばれ、息子・心二を産んでいる。心二がやんちゃであり、年の離れた一心と意見が合わないこともあり、ふたりのことで手を焼いている。かわいらしいところがあり、憎まれないタイプだが、いつも大騒ぎしがちである。
松尾心二（まつお しんじ）
演：伊藤洋一　一心と志乃の長男。西丸小学校の1年生。教諭の三友金太郎の担任のクラスに在籍。大人や両親をよく見ており、父親の一心や母親の志乃に対して正直に意見し、気ままに行動しているが、子供らしく可愛いところを持っている。テレビ好き。好きな食べ物はカレーライス。

##### その他
近松久仁子（ちかまつ くにこ）
演：奈良岡朋子　仲よしパンの従業員・小島六巳の産みの母。仲よしパンの文の兄でもあり六巳の父親でもある男性と昔結婚していた。神田で六巳を産み熊本県に家族で移り住んだが何年か後に離婚、六巳を置いて熊本県を出ている。現在は東京・四谷で税理士として働いており、熊本にいると思っていた六巳と17年ぶりの再会を果たす。やさぐれ気味な所がある。（第18話から登場）
野村彩子（のむら あやこ）
演：音無美紀子　西丸小学校の教諭。1年生の担任。静岡県出身。浜松の旧家の生まれ育ち。教諭としては合田格二の後輩であり、三友金太郎の先輩である。西丸小学校の近くのアパートでひとり暮らしをしている。小学校教諭として仕事に打ち込みたいと考えている。自分に自信があり勝ち気だが、勘違いしてしまうことが多い。
佐伯若子（さえき わかこ）
演：上村香子　駅の向こうで炉端焼きの小料理屋・おやこを営んでいる若女将。西丸小学校の教頭・松尾一心のまたいとこにあたる。何年か前に夫に先立たれてからは、実家の家族と共に7歳の娘のみどりを育てている。みどりの家庭教師の5才年下の三友金次郎と結婚することになる。ちゃっかりした一面を持つ。（第14話から登場）
ビッグストーン
演：若山直嗣　アメリカ人留学生。下宿・山下で世話になっている。野村彩子に求婚しようと、おかしな短歌を届け、騒動を起こす。日本文学を研究しており、自分の名を日本語に訳すと「大石」になるため、忠臣蔵を勉強している。日本語が上手く、三味線やお囃子に興味を持っている。背が高くがっしりした体格だが、日本を愛しており心優しい性格である。

#### スタッフほか
- 作：平岩弓枝、音楽：小川寛興、主題歌：佐良直美、技術：高橋紀男、カメラ：細野克雄、照明：脇守、調整：石垣強、音声：福井剛、効果：大塚民生、タイトル：篠原栄太、美術制作：八旗真一、デザイン：竹内誠二、プロデューサー：石井ふく子、演出：川俣公明
- 主題歌：「ありがとう」（歌：佐良直美）
  - 作詞：上條恒彦／作曲：佐良直美／編曲：飯吉馨、発売：ビクターレコード）

## 備考
- 役名に数字にちなんだ（一般には読みづらい）姓名・店名が多く、その読み間違いのやりとりもセリフに盛り込まれている。この点は『肝っ玉かあさん』と共通する。
  - 第1シリーズ：「九」（いちじく：幼稚園および園長一家の名）
  - 第2シリーズ：「十」（つなし：病院および院長一家の名。1～9は「ひとつ」「ここのつ」と「つ」が付くが、10は「とお」で付かないことから）、「十七子」（となこ：女医の名。母親が17のときに生まれたことから）
  - 第3シリーズ：「三三九」（さんさく：焼き鳥店および店主の名）
- 第2シリーズの1972年12月21日放送分（第48話）は、民放ドラマ史上最高の視聴率56.3%（ビデオリサーチ調べ、関東地区）を記録した[6]。これは、2010年6月29日深夜に放送された『FIFAワールドカップ・南アフリカ大会 日本対パラグアイ戦』の57.3%[注 5]に抜かれるまでの約37年半、TBSの歴代視聴率1位の座を守り続けていた。本作に出演して国民的な人気を得た水前寺清子は東京中日スポーツの取材にパラグアイ戦を終了までテレビで応援していたこと明かし、「ついに塗り替えられましたね。"ありがとう"」とたたえた[7]。
- 近畿地区最高視聴率も12月21日放送分（第48話）の51.3％。これはNHKの連続テレビ小説、大河ドラマを除くテレビドラマの近畿地区歴代最高視聴率である。
- 再放送は全国のTBS系列局[注 6]の他、広島ホームテレビ（テレビ朝日系列）、テレビ新広島、テレビ西日本（以上フジテレビ系列）、KBS京都（独立局）などの地方局で行われた。また、BSデジタル放送のBS12 トゥエルビにて、2015年10月5日から同年12月15日まで第2シリーズが、2016年2月8日から同年3月18日まで第1シリーズが、同年11月24日から2017年2月6日まで第3シリーズが、放送された（それぞれ月曜から金曜までの20:00 - 21:00）。その後第1シリーズは2024年6月6日から2024年10月31日まで（毎週木曜19:00 - 21:00（2話連続））[8]および2024年11月3日から2025年6月15日まで(毎週日曜15:30 - 16:25)[9]、第2シリーズは2024年11月7日から2025年5月22日まで(毎週木曜19:00 - 21:00（2話連続））および2025年6月22日から（毎週日曜15:30 - 16:25）[10]、第3シリーズは2025年5月29日から（毎週木曜19:00 - 21:00（2話連続））放送された。
- 第1 - 3シリーズの主題歌「ありがとうの歌」は1970年3月新譜「おめでとうの唄 水前寺清子・生活の歌をうたう」（クラウンGW-5129）に収録されていた「さわやかの唄」の歌詞を改変、ボーカルのみ収録し直された楽曲であり、各シリーズ放送に合わせてジャケットを変更しながら同一品番でシングルリリースされた(CW-1062)。これは水前寺の出演が急に決まり新規の主題歌を製作・録音する暇がなかったため、既発曲を流用したものである[11]とされる。2016年より麒麟麦酒の「のどごし生」のCMに替え歌が使われている。